# 德瑙羅山
德瑙羅山（英語：Mount Denauro），是南極洲的山峰，位於阿蒙森海岸，處於利峰以南6公里的斯科特冰川西岸，屬於毛德王后山脈的一部分，海拔高度2,340米，美國地質調查局根據測量和美國海軍拍攝的空中照片繪入地圖，現時由南極條約體系管理。